# James Hector
Sir James Hector   (Edimburg, 16 de març de 1834 - Lower Hutt, 6 de novembre de 1907) va ser un geòleg, naturalista i cirurgià escocès. Va acompanyar l'expedició Palliser com a cirurgià i geòleg. Va tenir una llarga carrera i influència política com home de ciència a Nova Zelanda.
Va estudiar a l'Edinburgh Academy i a la Universitat d'Edinburgh on es va doctorar en medicina el 1856 
Sota la recomanació de Sir Roderick Murchison –director-general del British Geological Survey– Hector va ser nomenat geòleg de l'Expedició Palliser comandada per John Palliser. L'objectiu de l'expedició a la British North America (actualment el Canadà) va ser explorar noves rutes de ferrocarril per a la Canadian Pacific Railway i recollir noves espècies de plantes.

## Nova Zelanda
A continuació de la seva tornada a la Gran Bretanya després de l'expedició Palliser, Hector va tornar a ser recomanat per Roderick Murchison. L'any 1862 arribà a Dunedin, Nova Zelanda per a fer treballs geològics a Otago.
El 1865 Hector va ser escollit per fundar el Geological Survey of New Zealand, i es traslladà a Wellington per supervisar la construcció del Colonial Museum.
Hector gestionà la primera societat científica de la colònia neozelandesa –el New Zealand Institute– durant 35 anys, i des de 1885 va ser el Chancellor de la Universitat de Nova Zelanda.
Héctor es va retirar el 1903, després de quatre dècades en el centre de la ciència organitzada a Nova Zelanda. El 1903, durant una visita a Canadà, va parlar del seu contratemps al Kicking Horse Pass, "Quan vaig recobrar el coneixement, la meva tomba ja estava excavada i s'estaven preparant per ficar-me en ella. Així com Kicking Horse va obtenir el seu nom i com vaig arribar tenir una tomba en aquesta part del món.

## Honors
Hector va ser escollit Fellow of the Royal Society el juny de 1866. Va ser nomenat per a l'Companion of the Order of St Michael and St George el 1875 i promogut cavaller Knight Commander de la mateixa orde el 1887.

## Epònims honorífics
Inclouen:
- La Hector Memorial Medal
- La biblioteca del Museum of New Zealand Te Papa Tongarewa va tenir el seu nom durant uns anys Te Aka Matua Library & Information Centre. Arxivat 2010-10-12 a Wayback Machine.
- Mount Hector situat al Tararua Range.
- Mount Hector situat al Banff National Park.
- Hector, West Coast.

Entre les espècies i subespècies es compten:
- El Gallirallus australis hectori[4]
- Hector's Beaked Whale, Mesoplodon hectori[5]
- Cephalorhynchus hectori[6]
- Huonodon hectori[7]
- Pachymagas hectori[8]